# Jednotky rychlé podpory
Jednotky rychlé podpory (arabsky قوات الدعم السريع‎, anglicky Rapid Support Forces – RSF) jsou polovojenské jednotky, které dříve provozovala súdánská vláda. Vznikly z milicí Džandžavíd, které bojovaly jménem súdánské vlády během konfliktu v Dárfúru a byly zodpovědné za zvěrstva páchaná na civilním obyvatelstvu. Podle organizace Human Rights Watch jsou akce v Dárfúru prováděné RSF kvalifikovány jako zločiny proti lidskosti.
Spravuje je Národní zpravodajská a bezpečnostní služba, zatímco během vojenských operací jí velí súdánské ozbrojené síly. Od června 2019 je velitelem RSF generál Mohamed Hamdan Dagalo. Během súdánské revoluce v roce 2019 využila vojenská junta, která převzala kontrolu nad zemí, RSF k násilnému potlačení prodemokratických demonstrací. Spolu s dalšími bezpečnostními složkami provedly RSF dne 3. června 2019 masakr v Chartúmu.
Dne 15. dubna 2023 vypukly boje mezi RSF a súdánskými ozbrojenými silami poté, co RSF mobilizovaly své jednotky ve městech po celém Súdánu, včetně Dárfúru. Súdánské ozbrojené síly označily RSF za povstaleckou skupinu. RSF oznámily, že obsadily mezinárodní letiště Chartúm a další důležitá místa v Chartúmu. Během tohoto konfliktu Jednotky rychlé podpory opakovaně cíleně útočily na civilní obyvatelstvo. Tyto útoky si vyžádaly tisíc obětí na životech civilistů, další miliony obyvatel opustily své domovy a v některých oblastech ovládaných Jednotkami rychlé podpory vypukl hladomor.